# Polystichum xichouense
Polystichum xichouense är en träjonväxtart som först beskrevs av S. K. Wu och Mitsuta, och fick sitt nu gällande namn av Li Bing Zhang. Polystichum xichouense ingår i släktet Polystichum och familjen Dryopteridaceae. Inga underarter finns listade.